# Liste der denkmalgeschützten Objekte in Prievidza
Die Liste der denkmalgeschützten Objekte in Prievidza enthält die 30 nach slowakischen Denkmalschutzvorschriften geschützten Objekte in der Gemeinde Prievidza im Okres Prievidza.

## Denkmäler
| Foto |                 | Denkmal / č. ÚZPF                                     | Standort / Konskr. Nr.                                            | Offizielle Beschreibung                                        | Beschreibung                                                         | Metadaten                                                             |
| ---- | --------------- | ----------------------------------------------------- | ----------------------------------------------------------------- | -------------------------------------------------------------- | -------------------------------------------------------------------- | --------------------------------------------------------------------- |
| BW   | Datei hochladen | Höhenburg(sk) ObjektID: 307-2161/1                    | Standort KG: Hradec Konskr.Nr.:                                   | skúmané;Hradisko Hradec                                        | untersucht, Festung Htadec                                           | č. NKP: 307-2161/1 Stand des NKP: 2012-02-28 Name: HRADISKO VÝŠINNÉ   |
| ja   | Datei hochladen | Lokschuppen mit Drehscheibe(sk) ObjektID: 307-11488/0 | Bojnická ul. 2 Standort KG: Prievidza Konskr.Nr.: 20794           | solitér;rotunda,remíza,výhrevňa                                |                                                                      | č. NKP: 307-11488/0 Stand des NKP: 2012-02-28 Name: DEPO RUŠŇOVÉ      |
| BW   | Datei hochladen | Säule und Sockel(sk) ObjektID: 307-878/1              | Hlinku A. ul. Standort KG: Prievidza Konskr.Nr.:                  | kameň                                                          | Stein                                                                | č. NKP: 307-878/1 Stand des NKP: 2012-02-28 Name: PILIER S PODSTAVCOM |
| BW   | Datei hochladen | Statue(sk) ObjektID: 307-878/2                        | Hlinku A. ul. Standort KG: Prievidza Konskr.Nr.:                  | sv.Ján Nepomucký;socha Jána Nepomuckého                        | St. Johannes Nepomuk                                                 | č. NKP: 307-878/2 Stand des NKP: 2012-02-28 Name: SOCHA               |
| BW   | Datei hochladen | Piaristenkolegium(sk) ObjektID: 307-872/1             | Hlinku A. ul. 36 Standort KG: Prievidza Konskr.Nr.: 460           | ;piaristické,gymnázium,ZŠ                                      |                                                                      | č. NKP: 307-872/1 Stand des NKP: 2012-02-28 Name: KOLÉGIUM PIARISTOV  |
| ja   | Datei hochladen | Kirche(sk) ObjektID: 307-872/2                        | Hlinku A. ul. 48 Standort KG: Prievidza Konskr.Nr.: 488           | r.k.sv.Trojice,Nanebovzatia P.M.;piaristický s podzem.kap.PM-7 | römisch-katholische Kirche heilige Dreifaltigkeit, Mariä Himmelfahrt | č. NKP: 307-872/2 Stand des NKP: 2012-02-28 Name: KOSTOL              |
| BW   | Datei hochladen | Statue 1(sk) ObjektID: 307-872/3                      | Hlinku A. ul. 48 Standort KG: Prievidza Konskr.Nr.: 488           | sv.Sebastián;Socha sv.Sebastiána                               | St. Sebastian                                                        | č. NKP: 307-872/3 Stand des NKP: 2012-02-28 Name: SOCHA-VSA I.        |
| BW   | Datei hochladen | Statue 2(sk) ObjektID: 307-872/4                      | Hlinku A. ul. 48 Standort KG: Prievidza Konskr.Nr.: 488           | sv.Rochus;socha sv.Rochusa                                     | St. Rochus                                                           | č. NKP: 307-872/4 Stand des NKP: 2012-02-28 Name: SOCHA-VSA II.       |
| BW   | Datei hochladen | Relief 3(sk) ObjektID: 307-872/5                      | Hlinku A. ul. 48 Standort KG: Prievidza Konskr.Nr.: 488           | sv.Trojica ;reliéf sv.Trojice a 3 anjelov                      | heilige Dreifaltigkeit und drei Engel                                | č. NKP: 307-872/5 Stand des NKP: 2012-02-28 Name: RELIÉF-VSA III.     |
| BW   | Datei hochladen | Statue 4(sk) ObjektID: 307-872/6                      | Hlinku A. ul. 48 Standort KG: Prievidza Konskr.Nr.: 488           | sv.Ján Nepomucký;socha sv.Jána Nepomuckého                     | St. Johannes Nepomuk                                                 | č. NKP: 307-872/6 Stand des NKP: 2012-02-28 Name: SOCHA-VSA IV.       |
| BW   | Datei hochladen | Statue 5(sk) ObjektID: 307-872/7                      | Hlinku A. ul. 48 Standort KG: Prievidza Konskr.Nr.: 488           | sv.Karol Boromejský;socha sv.Karla Boromejského                | St. Karl Borromäus                                                   | č. NKP: 307-872/7 Stand des NKP: 2012-02-28 Name: SOCHA-VSA V.        |
|      | Datei hochladen | Statue 6(sk) ObjektID: 307-872/8                      | Hlinku A. ul. 48 KG: Prievidza Konskr.Nr.: 488                    | sv.Ignác z Loyoly;socha sv.Ignáca z Loyoly                     | St. Ignaz von Loyola                                                 | č. NKP: 307-872/8 Stand des NKP: 2012-02-28 Name: SOCHA-VSA VI.       |
|      | Datei hochladen | Statue 7(sk) ObjektID: 307-872/9                      | Hlinku A. ul. 48 KG: Prievidza Konskr.Nr.: 488                    | sv.Glycerius;socha sv.Glyceria                                 | St. Glycerius                                                        | č. NKP: 307-872/9 Stand des NKP: 2012-02-28 Name: SOCHA-VSA VII.      |
| BW   | Datei hochladen | Statue 8(sk) ObjektID: 307-872/10                     | Hlinku A. ul. 48 Standort KG: Prievidza Konskr.Nr.: 488           | Panna Mária karmelská;socha Panny Márie karmelskej             | Jungfrau Maria vom Berg Karmel                                       | č. NKP: 307-872/10 Stand des NKP: 2012-02-28 Name: SOCHA-VSA VIII.    |
|      | Datei hochladen | Statue 9(sk) ObjektID: 307-872/11                     | Hlinku A. ul. 48 KG: Prievidza Konskr.Nr.: 488                    | sv.Ján evanjelista;socha sv.Jána evanjelistu                   | St. Johannes der Evangelist                                          | č. NKP: 307-872/11 Stand des NKP: 2012-02-28 Name: SOCHA-VSA IX.      |
|      | Datei hochladen | Statue 10(sk) ObjektID: 307-872/12                    | Hlinku A. ul. 48 KG: Prievidza Konskr.Nr.: 488                    | sv.Matúš evanjelista;socha sv.Matúša evanjelistu               | St. Matthäus der Evangelist                                          | č. NKP: 307-872/12 Stand des NKP: 2012-02-28 Name: SOCHA-VSA X.       |
| ja   | Datei hochladen | Bürgerhaus(sk) ObjektID: 307-3471/0                   | Hviezdoslavova ul. 496/2 Standort KG: Prievidza Konskr.Nr.: I/498 | solitér                                                        |                                                                      | č. NKP: 307-3471/0 Stand des NKP: 2012-02-28 Name: DOM MEŠTIANSKY     |
| ja   | Datei hochladen | Kirche(sk) ObjektID: 307-875/1                        | Mariánska ul. 63 Standort KG: Prievidza Konskr.Nr.: 571           | r.k.Nanebovzatia P.M.;mariánsky kostol                         | römisch-katholische Kirche Mariä Himmelfahrt                         | č. NKP: 307-875/1 Stand des NKP: 2012-02-28 Name: KOSTOL              |
| BW   | Datei hochladen | Kircheneinfassung(sk) ObjektID: 307-875/2             | Mariánska ul. 63 Standort KG: Prievidza Konskr.Nr.:               |                                                                |                                                                      | č. NKP: 307-875/2 Stand des NKP: 2012-02-28 Name: OPEVNENIE KOSTOLA   |
| BW   | Datei hochladen | Statue auf Sockel(sk) ObjektID: 307-879/0             | Pribinovo nám. Standort KG: Prievidza Konskr.Nr.:                 | sv.Florián                                                     | St. Florian                                                          | č. NKP: 307-879/0 Stand des NKP: 2012-02-28 Name: SOCHA NA PODSTAVCI  |
| ja   | Datei hochladen | Kirche(sk) ObjektID: 307-874/0                        | Pribinovo nám. 6 Standort KG: Prievidza Konskr.Nr.: 29            | r.k.sv.Bartolomeja;Farský kostol sv.Bartolomeja                | römisch-katholische Pfarrkirche St. Bartholomäus                     | č. NKP: 307-874/0 Stand des NKP: 2012-02-28 Name: KOSTOL              |
|      | Datei hochladen | Statue auf Säule(sk) ObjektID: 307-877/0              | Pribinovo nám.(Hlinkova ul.) KG: Prievidza Konskr.Nr.:            | Panna Mária-Immaculata;Mariánsky stĺp                          | unbefleckte Jungfrau Maria                                           | č. NKP: 307-877/0 Stand des NKP: 2012-02-28 Name: SOCHA NA STĹPE      |
| ja   | Datei hochladen | Statuengruppe(sk) ObjektID: 307-876/0                 | Slobody nám. Standort KG: Prievidza Konskr.Nr.:                   | sv.Trojica;Trojičný stĺp                                       | heilige Dreifaltigkeit                                               | č. NKP: 307-876/0 Stand des NKP: 2012-02-28 Name: SÚSOŠIE             |
| ja   | Datei hochladen | Denkmal(sk) ObjektID: 307-924/0                       | Slobody nám. Standort KG: Prievidza Konskr.Nr.:                   | padlí v SNP                                                    | für die Gefallenen des Nationalaufstandes                            | č. NKP: 307-924/0 Stand des NKP: 2012-02-28 Name: POMNÍK              |
| BW   | Datei hochladen | Bürgerhaus(sk) ObjektID: 307-884/0                    | Slobody nám. 19,21 Standort KG: Prievidza Konskr.Nr.: 24          | radový                                                         | Reihenhaus                                                           | č. NKP: 307-884/0 Stand des NKP: 2012-02-28 Name: DOM MEŠTIANSKY      |
| BW   | Datei hochladen | Bürgerhaus(sk) ObjektID: 307-885/0                    | Slobody nám. 13 Standort KG: Prievidza Konskr.Nr.: 22             | radový                                                         | Reihenhaus                                                           | č. NKP: 307-885/0 Stand des NKP: 2012-02-28 Name: DOM MEŠTIANSKY      |
| BW   | Datei hochladen | Bürgerhaus(sk) ObjektID: 307-883/0                    | Slobody nám. 25 Standort KG: Prievidza Konskr.Nr.: I/25           | radový                                                         | Reihenhaus                                                           | č. NKP: 307-883/0 Stand des NKP: 2012-02-28 Name: DOM MEŠTIANSKY      |
| BW   | Datei hochladen | Bürgerhaus(sk) ObjektID: 307-882/0                    | Slobody nám. 35 Standort KG: Prievidza Konskr.Nr.: I/26           | nárožný                                                        | Eckhaus                                                              | č. NKP: 307-882/0 Stand des NKP: 2012-02-28 Name: DOM MEŠTIANSKY      |
|      | Datei hochladen | Bürgerhaus(sk) ObjektID: 307-881/0                    | Slobody nám. 54 KG: Prievidza Konskr.Nr.: I/16                    | radový                                                         | Reihenhaus                                                           | č. NKP: 307-881/0 Stand des NKP: 2012-02-28 Name: DOM MEŠTIANSKY      |
|      | Datei hochladen | Burgrest(sk) ObjektID: 307-2168/1                     | KG: Veľká Lehôtka Konskr.Nr.:                                     | skúmané;Hrádok Veľká Lehôtka                                   | untersucht                                                           | č. NKP: 307-2168/1 Stand des NKP: 2012-02-28 Name: HRÁDOK             |

## Legende
Die Tabelle enthält im Einzelnen folgende Informationen:
| Foto:                    | Fotografie des Denkmals. |
| Denkmal / č. ÚZPF:       | Die Übersetzung der Bezeichnung des Denkmals, wie sie vom Slowakischen Denkmalamt (Pamiatkový úrad Slovenskej republiky) verwendet wird. Die Originalbezeichnung ist unter dem Fragezeichen angegeben. Fehlt die Übersetzung, so wird die Originalbezeichnung direkt angezeigt. Weiters ist die Objekt-Identifikationsnummer (Objekt ID) angeführt. Sie ist die offizielle, in der Slowakei eindeutige Nummer č. ÚZPF inklusive der zugehörigen Zählnummer, wie sie in den Daten des Denkmalamtes angegeben wird. Da diese nur innerhalb eines Landkreises gezählt wird, ist dessen Nummer der Denkmalnummer vorangestellt. |
| Standort:                | Wenn in der Liste vorhanden, ist die Adresse angegeben. In Klammern kann sich noch eine zusätzliche Adresse befinden, wenn es beispielsweise ein Eckhaus ist. Bei freistehenden Objekten ohne Adresse (zum Beispiel bei Bildstöcken) ist eine Adresse angegeben, die in der Nähe des Objekts liegt. Durch Aufruf des Links Standort wird die Lage des Denkmals in verschiedenen Kartenprojekten angezeigt. Darunter sind die Katastralgemeinde (KG) und, wenn vorhanden, die Konskriptionsnummer (Konskr. Nr.) angegeben.                                                                                                   |
| Offizielle Beschreibung: | Es ist die Kurzbeschreibung auf Slowakisch, wie sie in den offiziellen Listen angegeben ist, eingetragen. |
| Beschreibung:            | Kurze Angaben zum Denkmal auf Deutsch. |
| Metadaten:               | Zusätzlich werden, wenn in den persönlichen Einstellungen das Helferlein Dauerhaftes Einblenden von Metadaten aktiviert ist, ebensolche angezeigt. |

- Karte mit allen Koordinaten:
- OSM |
- WikiMap